# جاك داوست
جاك داوست هو سياسي كندي، ولد في 17 فبراير 1948 في مونتريال في كندا، وتوفي بنفس المكان في 3 أغسطس 2017 بسبب سكتة دماغية. نشط حزبياً في حزب كيبيك الليبرالي. وقد انتخب Minister for the Economy, Innovation and Export ‏ (23 أبريل 2014 – 19 أغسطس 2016) وانتخب عضو الجمعية الوطنية في كيبك ‏ عن دائرة Verdun (provincial electoral district) ‏ خلال فترته النيابية ‏ (7 أبريل 2014 – 19 أغسطس 2016).